# Vrhovni štab NOVJ-a
Vrhovni štab Narodnooslobilačke vojske Jugoslavije i partizanske vojske Jugoslavije je predstavljao vrhovno vojno rukovodstvo Narodnooslobodilačkog pokreta i imao ulogu rukovođenja oružanim snagama Narodnooslobodilačke vojske i partizanskih odreda Jugoslavije tijekom Narodnooslobodilačke borbe od srpnja 1941. do svibnja 1945. godine. 
Formiran je 27. lipnja 1941. godine, na sjednici Centralnog komiteta Komunističke partije Jugoslavije, pod nazivom Glavni štab Narodnooslobodilačkih partizanskih odreda Jugoslavije (GŠ NOPOJ-a). Na savjetovanju u Stolicama, 26. rujna 1941. godine, promijenio je naziv u Vrhovni štab Narodnooslobodilačkih partizanskih odreda Jugoslavije (VŠ NOPOJ-a). Siječnja 1942. godine promijenio je naziv u Vrhovni štab Narodnooslobdilačke partizanske i dobrovoljačke vojske Jugoslavije (VŠ NOP-a i DVJ-a), a u studenom iste godine u Vrhovni štab Narodnooslobodilačke vojske i partizanskih odreda Jugoslavije (VŠ NOV-a i POJ-a). 
Ožujka 1945. godine reorganiziran je u Generalštab Jugoslavenske armije, kao neposredno tijelo Privremene vlade Demokratske Federativne Jugoslavije. 
Vrhovni štab je rukovodio Narodnooslobodilačkom borbom preko glavnih, oblasnih, operativnih štabova; neposredno podređenih štabova odreda, brigada, divizija i korpusa ili posebno formiranih operativnih grupa. Vezu s podređenim štabovima održavao je u početku rata preko svojih specijalnih delegata i kurira, a kasnije radio-vezom. S dolaskom savezničkih vojnih misija u Vrhovni štab, uspostavio je vezu sa Saveznicima, koja je korištena za usklađivanje operacija i za organizaciju dopremanja materijalne pomoći. Vrhovni štab je tijekom čitavog rata izdavao svoj „Bilten“ 
Vrhovni štab rukovodio je ustankom iz okupiranog Beograda, do polovine rujna 1941. godine, a potom s oslobođenog teritorija zapadne Srbije (Užice). U toku rata nalazio se na oslobođenom teritoriju Sandžaka (Nova Varoš), istočne (Ivančići, Foča) i zapadne Bosne (Bihać, Bosanski Petrovac, Drvar, Jajce, Mlinište), Crne Gore (Žabljak) i Dalmacije (otok Vis). Od listopada 1944. do kraja rata sjedište Vrhovnog štaba bilo je u oslobođenom Beogradu. Zapovjednik Vrhovnog štaba i Vrhovni zapovjednik NOV-a i POJ-a bio je maršal Jugoslavije Josip Broz Tito, a o sigurnosti Vrhovnog štaba brinuo je Prateći bataljun Vrhovnog štaba.

## Članovi Vrhovnog štaba
Prilikom osnivanja Vrhovnog štaba u lipnju 1941. godine za njegove članove imenovano je deset članova Centralnog komiteta KPJ (od prvobitnih deset članova Vrhovnog štaba trojica su poginula tijekom rata). Poslije savjetovanja u Stolicama, rujna 1941. godine u Vrhovni štab je uključeno i nekoliko vojnih rukovoditelja, časnika bivše jugoslavenske kraljevske vojske, u svojstvu načelnika Vrhovnog štaba, njegovih pomoćnika i rukovoditelja pojedinih rodova i stručnih službi. Po početka svibnja 1942. godine sastav Vrhovnog štaba je proširen i na pojedine rukovoditelje iz glavnih i operativnih štabova i iz štabova pojedinih postrojbi. Članovi Vrhovnog štaba NOV-a i POJ-a su bili:
- Josip Broz Tito, zapovjednik
- Arso Jovanović, načelnik štaba

| - Mihailo Apostolski - Svetozar Vukmanović - Nikola Grulović - Uglješa Danilović - Peko Dapčević - Petar Drapšin - Milovan Đilas - Vojislav Đokić - Sreten Žujović - Vlada Zečević | - Pavle Ilić - Radivoje Jovanović - Edvard Kardelj - Sava Kovačević - Rade Končar - Franc Leskošek - Ivan Maček - Ivan Milutinović - Gojko Nikoliš - Savo Orović | - Isidor Papo - Moša Pijade - Vlado Popović - Aleksandar Ranković - Ivo Lola Ribar - Ivan Rukavina - Pavle Savić - Vladimir Smirnov - Velimir Terzić - Rade Hamović |